# أنا ستيفانيا دومينغا ريغلوس
أنا ستيفانيا دومينغا ريغلوس (بالإسبانية: Ana Estefanía Dominga Riglos) (من مواليد أغسطس 1788 - والمُتوفاة في 14 يوليو 1870) هي بطلة وطنية أرجنتينية من بيونس آيريس وزوجة الجندي ورئيس الشرطة ميجيل دي إريغوين.

## عائلتها
وُلدت أنا ستيفانيا دومينغا ريغلوس في 3 أغسطس عام 1788 في بوينس آيريس. أنا هي سلسلة إحدى العائلات الرائدة في بوينس آيرس. كان والدها هو الطبيب فرانسيسكو خافيير دي ريجلوس سان مارتين دي أفيلانيدا، المدافع عن جمهور شاركا الحقيقي. كانت والدتها خوانا ليزيكا أورتيجا واعترفت بأنها واحدة من «كتيبة الأميرة ياتريشيا». كان شقيق والدها هو ميجيل فيرمين ماريانو ريجلوس سان مارتين، الذي تزوج من مرسيدس دي لاسالا دي ريغلوس. كانت مرسيدس لاسالا واحدة من مؤسسي الجمعية الخيرية التي أنشأها برناردينو ريفادافيا في عام 1823.

## حياتها
تزوجت آنا ستيفانيا في 22 ديسمبر 1809 من ابن عمها ميغيل ريميجيو إيريغوين دو لا كوينتانا ريغلوس (1764–1822). رافقت آنا ستيفانيا في مايو 1810 دومينغا ريجلوس دي إيريغوين كاسيلدا إيغارزالبال دي رودريغيز بينا (زوجة نيكولاس رودريغيز بينيا)، وملكورا سارا تريا وسيدات أرستقراطية أخرى للقاء كورنيليو سافيدرا وإقناعه بدعم ثورة مايو الناشئة. ظهرت أنا في 5 يوليو 1810 في قائمة الجهات المانحة للبعثة لتوحيد المقاطعات. ووعدت بدعم رجلين في حملة «فيرست أبر بيرو» والتبرع بكل مجوهراتها في حالة الضرورة.
تُوفي زوج آنا ميغيل إيريغوين في 11 يونيو 1822. وفي 21 سبتمبر 1824، تزوجت أنطونيو ماريا نيكوديس بيران بالباسترو (1796-1861). أنجبت أنا من زواجها الثاني كارمن بيران ريجلوس (من مواليد عام 1829) ، و يولاليان بيران ريغلوس (1831-1922) وأنطونيو بيران ريجلوس.
تُوفيت أنا في 14 يوليو 1870.